# اخترماهی معمولی
اخترماهی معمولی (نام علمی: Galaxias maculatus) نام یک گونه از سرده اخترماهی‌ها است.